# Markt 12, 13 (Bernburg)

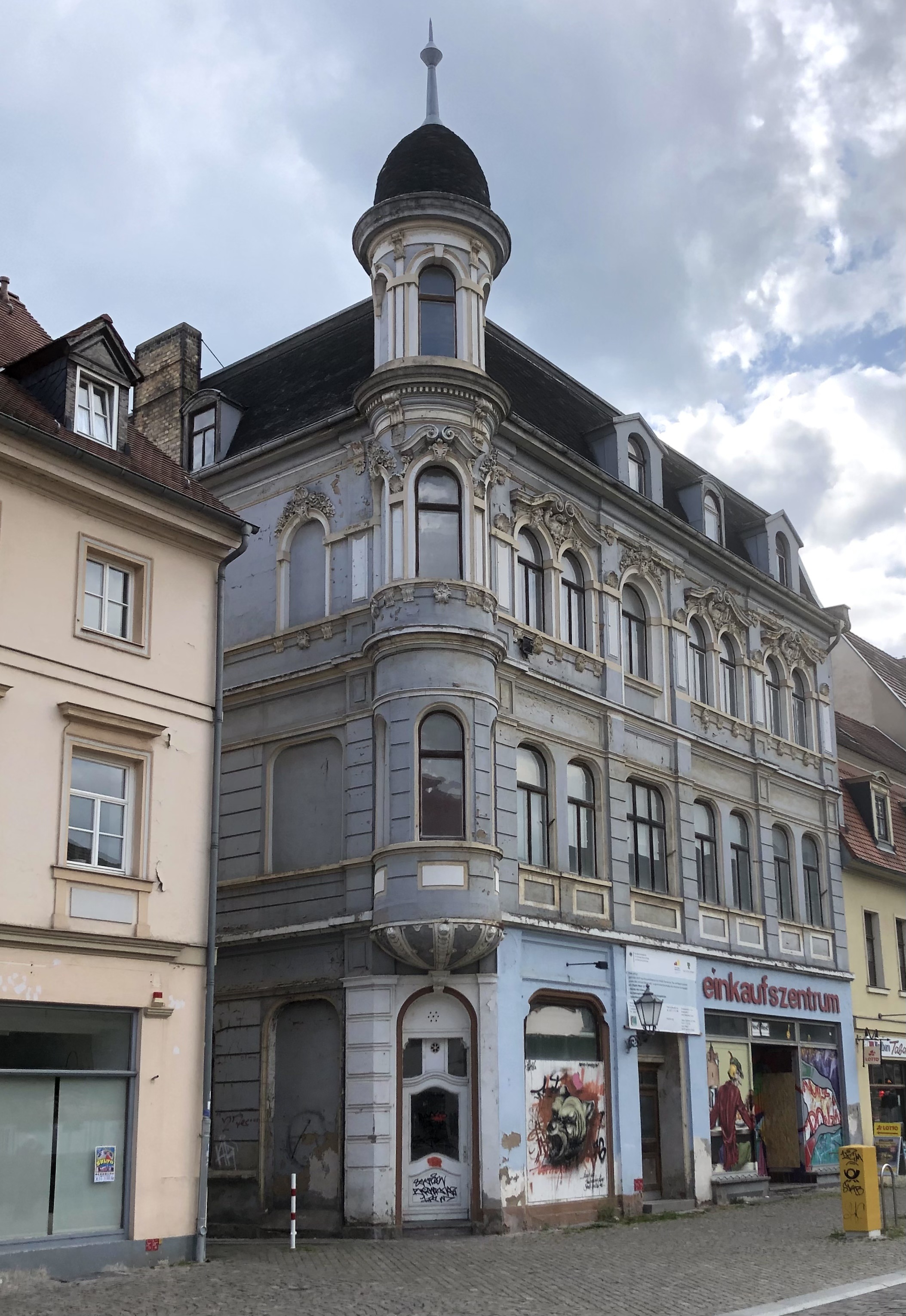
Haus Markt 12, 13 im Jahr 2022

Das Haus Markt 12, 13 ist ein denkmalgeschütztes Wohn- und Geschäftshaus in Bernburg in Sachsen-Anhalt.

## Lage
Das Gebäude befindet sich in der Bernburger Talstadt auf der Westseite des Marktes in einer Ecklage zur südlich des Hauses auf den Markt einmündenden Fährgasse.

## Geschichte

### Vorgängerbebauung
Das Grundstück besteht aus ursprünglich zwei Flurstücken. Eines gehörte dem 1827 verstorbenen Branntweinbrenner Johann Siedersleben, der hier eine Branntweinbrennerei betrieb. Auf dem anderen Grundstück wurde zur Fährgasse hin am 16. März 1858 durch Wilhelm Kettmann eine Bayrische Bierstube eröffnet in der Braunbier ausgeschenkt wurde. Die seit 1856 betriebene Kettmann´schen Bierbrauerei wurde dabei von der Bayrischen- und Braunbier-Brauerei unterstützt. Anfang 1880 schloss die Bierstube.
Zum Markt hin bestand seit dem 30. August 1873 ein von A. Schuster betriebenes Restaurant zur Börse. Es wurde später von G. C. Boas als Restaurant Zur Börsenhalle. Im Juli 1880 wurde darüber hinaus ein Colonial-, Farbewaaren-, Spirituosen-, Taback- und Cigarren-Geschäft eröffnet. Die Gaststätte wurde ab dem 1. Oktober 1886 von L. Schultze betrieben. Am 28. September 1888 erwarb Paul Machinski das Restaurant. Schon am 15. Januar 1890 übernahm es Oberkellner Fritz Müller, kurz darauf Bruno Coburg. Coburg richtete neben der Börsenhalle an der Adresse Markt 12 außerdem eine Steh-Bierhalle.
Das Gebäude Markt 12 gehörte in dieser Zeit dem in Gnölbzig lebenden Oberkellner Friedrich Hellweg, ging bei einer Zwangsversteigerung am 29. März 1892 für 43.000 Mark an Paul Machinski. Wirt der Börsenhalle wurde am 26. April 1892 Fr. Hesse.
Im Oktober 1893 gehörte das Gebäude Markt 12 der Aktienbrauerei. Sie erwarb Anfang Oktober das einem Herrn Müller gehörende Haus Markt 13 für 20.000 Mark hinzu. Noch im Oktober begannen Abrissarbeiten an beiden Häusern, um einen Neubau zu errichten. Es entstand das noch heute vorhandene Eckhaus.

### Heutige Bebauung
Das repräsentative neue Gebäude wurde Mitte Januar 1894 mit dem Firmenlogo der Aktienbrauerei bekrönt. Ab dem 31. August wurde im neuen Haus wieder eine Gaststätte unter dem angestammten Namen Restaurant Börsenhalle betrieben. Wirt war Hermann Pabst. Auf dem Dach zum Markt hin befand sich in goldenen Buchstaben groß der Schriftzug Börsenhalle. Der Name Börsenhalle blieb für das Gebäude bis 1926 bestehen. Am 5. Oktober 1895 übernahm Gustav Wendel die Gaststätte. Ihm folgten in kurzer Folge am 2. Mai 1896 Ernst Jahn und am 19. August 1896 H. Ulrich.
Der Bernburger Ruderklub Hansa nutzte die Börsenhalle vom 1. Oktober 1896 bis 1904 als Klublokal. Bekannt wurde das Lokal jedoch vor allem als regelmäßiger Auftrittsort der ungarischen Frauenkapelle Pusta, die erstmalig am 31. Januar 1897 hier aufgetreten waren. Nächster Pächter nach Ullrich war vom 3. Juli bis September 1897 B. A. Sergel, dem jedoch bereits am 9. Oktober 1897 Conrad Rose nachfolgte. Rose nutzte auch das zur Ecke hin ausgerichtete Ladengeschäft und verkaufte Getränke aus einer von ihm betriebenen Fruchtkocherei.
Attraktion war die ab dem 16. September 1901 regelmäßig in der Börsenhalle auftretende österreichische Damenkapelle Maritana. Neuer Pächter wurde am dem 16. Mai 1907 der Gastwirt Johannes Klitzing.
Ab Anfang März 1908 gehörte das Gebäude H. Kraft und M. Hart. Die Börsenhalle stellte zum 1. Juli 1908 den Restaurantbetrieb ein. Es entstand in umgebauten Räumlichkeiten ein vornehmeres Wiener Café, das am 3. Oktober 1908 als Café Metropole eröffnet und von Vinzenz Adam betrieben wurde. Es bestand eine eigene Konditorei und ein Billardzimmer. Am 15. August 1914 erfolgte eine Umbenennung in Café Moltke, welches Erhard Suchanek mit Weindiele und Konditorei betrieb.
Nach dem Ersten Weltkrieg war das Lokal für Konzerte bekannt. Es trat die Soubrette Mali Gleichen, begleitet von der Kapelle Bunk auf. In der Mitte der 1920er Jahre fanden Konzerte des Groschwald-Rittner-Duos statt. Der Besitzer Eckler veranlasste 1925 eine umfassende Renovierung und Umgestaltung des Cafés.
Am 2. Oktober 1926 wurde das Café Moltke wieder in ein Speise- und Bierlokal umgewandelt, in dem Würzburger Hofbräu ausgeschenkt wurde. Es wurde als Würzburger Hofbräu von Carl Zeller und seiner Ehefrau geführt. Noch in der Zeit um 1935 bestand es unter diesem Namen, Inhaber war dann aber Günther Pitsch. Es trat die Kapelle Emmerich-Kuhgatz-Osterburg auf.
Die Tradition als Gaststätte setzte sich auch nach dem Zweiten Weltkrieg fort. Im November 1947 eröffnete Walter Böttcher gemeinsam mit seiner Ehefrau hier die Gaststätte Bernburger Bierstuben. Tanzmusik spielte die Kapelle König. Ende 1949 kam es zu einem Eklat als die Kapelle den in der DDR verpönten Militärmarsch Alte Kameraden spielte.
Im Oktober 1954 wurde die Gaststätte in eine HO-Gaststätte umgewandelt, wobei es jedoch bei der Benennung als Bernburger Bierstuben blieb. Ende der 1950er Jahre war das Lokal dann jedoch bereits unter dem Namen Talstadt-Caffee als HO-Café in Nutzung. Januar 1960 entstand eine von Herrn Gladbach geleitete Bar. Als Kapelle traten Fricke-Ligon auf. Der Ruf des Cafés wird in dieser Zeit, insbesondere wegen bestimmter weiblicher Stammgäste, als anrüchig beschrieben. Für das Frühjahr 1964 wird ein wöchentlicher Verkauf von 1438 Tassen Kaffee jedoch nur noch 300 Litern Bier angegeben.
Es erfolgte dann eine Renovierung der Gaststätte, die ab dem 3. April 1965 wieder unter Leitung von Herrn Gladbach stand. Am 5. März 1966 übernahm Hildegard Hoffmann die Leitung. Ab dem Sommer 1966 trat das Trio Walter Burk, ab dem 1. Juni 1967 das Bar-Trio Berke auf.
Das Lokal wurde dann am 7. November 1967 als HO-Tages-Café mit Imbiss neu eröffnet. Nach einer erneuten Renovierung eröffnete die Gaststätte am 22. Januar 1969 als Bar zum goldenen Anker. Die Livemusik kam von der aus der ČSSR stammenden Schlagersängerin Jaroschy, die von einer Hauskapelle begleitet wurde. Im Jahr 1970 übernahm ein Herr Angermann die Leitung der Gaststätte, die allerdings Ende 1971 dann wieder schloss.
Der Eckladen hatte lange als Blumengeschäft gedient und wurde in den 1970er Jahren als HO-Kucheneck als Selbstbedienungs Imbiss- und Kaffeestube genutzt.
Das Geschäft wurde dann zur Großraum-Verkaufsstelle der HO für Waren des täglichen Bedarfs Einkaufszentrum umgenutzt und als HO-Filiale 1188 betrieben. Geleitet wurde die Filiale von Rosemarie Nädler. Nach der politischen Wende in der DDR eröffnete Sabine Grüning aus Rothenburg im Geschäft einen Mini-Markt, bevor Barbara Seress und Marlies Kovacs am 4. April 1991 ein Einkaufszentrum und am 17. September 1991 zusätzlich ein Textilgeschäft Meine Fundgrube.

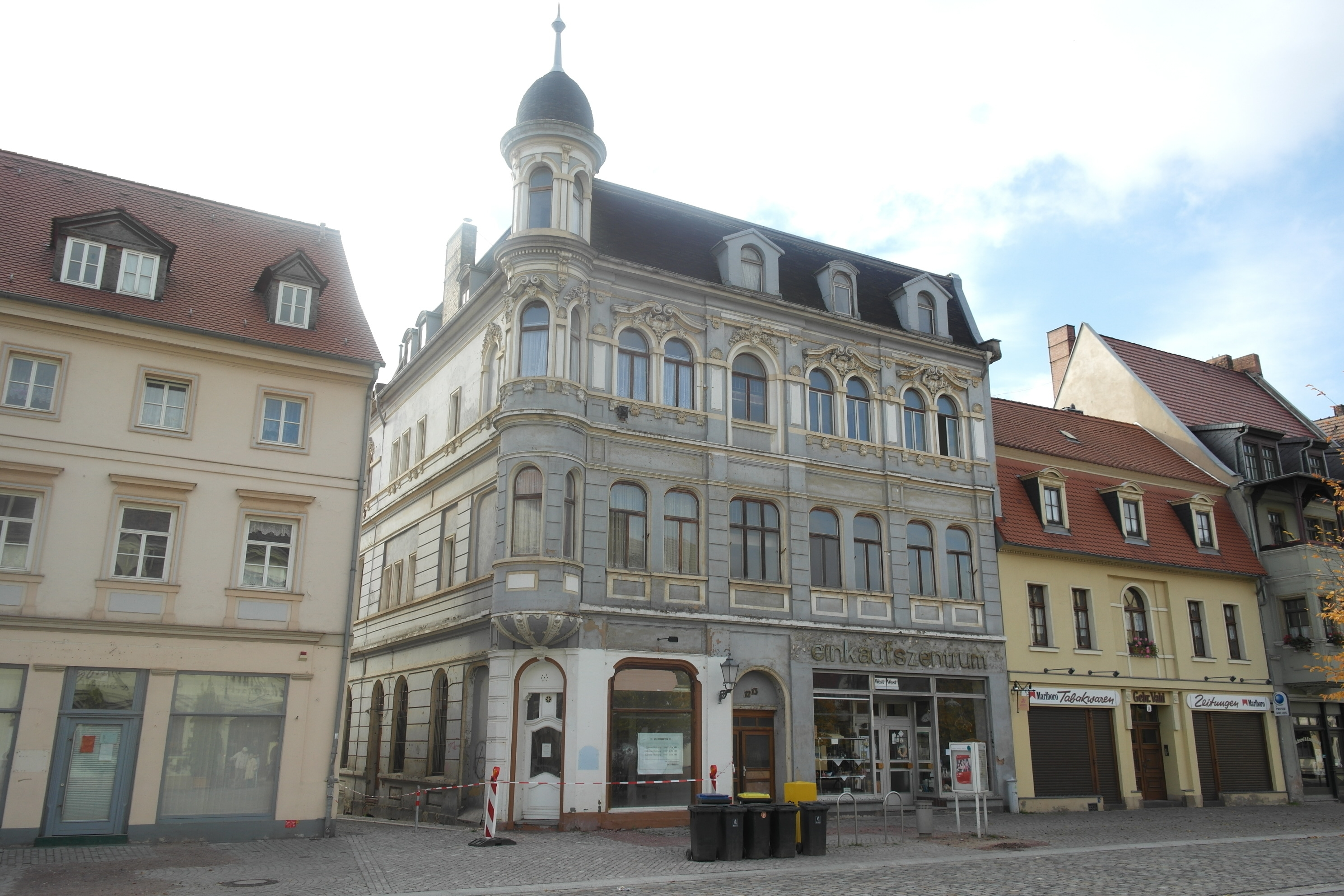
2013

Später stand das Lokal leer. Im Eckladen betrieb Mehmet Ali Akan den MC Döner. Februar 2005 eröffnete ein von Kadir Erkot betriebenes Bistro Alanya, in dem es türkische und italienische Speisen gab. Das Bistro schloss am 15. Februar 2009. Für kurze Zeit, vom 9. Oktober 2009 bis Sommer 2010, wurde der Laden nochmals als Döner Bistro Alanya von Cakici Vahdet genutzt. Danach Stand auch der Laden leer. In den 2010er Jahren wohnten nur noch zwei Mieter im unsanierten Haus.
Im Jahr 2019 erwarb die Bernburger Wohnstättengesellschaft (BWG) die Immobilie. 2020 begannen im Auftrag der BWG Arbeiten für eine Modernisierung des Gebäudes und Umbauten. Im Frühjahr wurde zunächst ein Anbau an der Fährgasse entfernt und danach das Wohnhaus beräumt. Derzeit (Stand 2022) ist das Gebäude jedoch weiterhin unsaniert.

## Architektur
Der dreigeschossige repräsentativ gestaltete Eckbau entstand im Jahr 1894 im Stil des Historismus. Die Ecklage wird von einem dreigeschossigen Runderker betont, der sich ab dem ersten Obergeschoss turmartig erhebt und in einer kleinen Haube ausläuft. Das Gebäude ist in seiner Gestaltung für die Bernburger Talstadt ungewöhnlich und nimmt die Gestaltung von bauzeitlich in der Bernburger Bergstadt entstandenen Bauten auf.
Im Denkmalverzeichnis für die Stadt Bernburg ist das Wohn- und Geschäftshaus unter der Erfassungsnummer 094 60580 als Baudenkmal eingetragen.